# Paramormyrops longicaudatus
Paramormyrops longicaudatus es una especie de pez elefante eléctrico perteneciente al género Paramormyrops en la familia Mormyridae presente en varias cuencas hidrográficas de África, entre ellas los ríos Ivindo y Ogowe del Bajo Guinea. Es nativa de Gabón; y puede alcanzar un tamaño aproximado de 23,8 cm.

## Estado de conservación
Respecto al estado de conservación, se puede indicar que de acuerdo a la IUCN, esta especie puede catalogarse en la categoría «Vulnerable (VU)».